# Mastery
Mastery, född 15 maj 1995 på Castleton Farm i Lexington, Kentucky, död 2010 i Sverige, var en amerikansk varmblodig travhäst. Han tränades och kördes av Stig H. Johansson åren 1998–2003.
Mastery tävlade åren 1997–2003 och sprang in 5,1 miljoner kronor på 99 starter varav 20 segrar, 19 andraplatser och 14 tredjeplatser. Han tog karriärens största segrar i Energima Cup (2001) och Sweden Cup (2002). Han har även segrat i bland annat V75-Mästaren (2002) och Silverörnen (2002).
Efter tävlingskarriären var han avelshingst. Hans vinstrikaste avkomma är Nok'en Fräkkert (2005), som tjänade 2,1 miljoner kronor.